# Cinema da Suécia

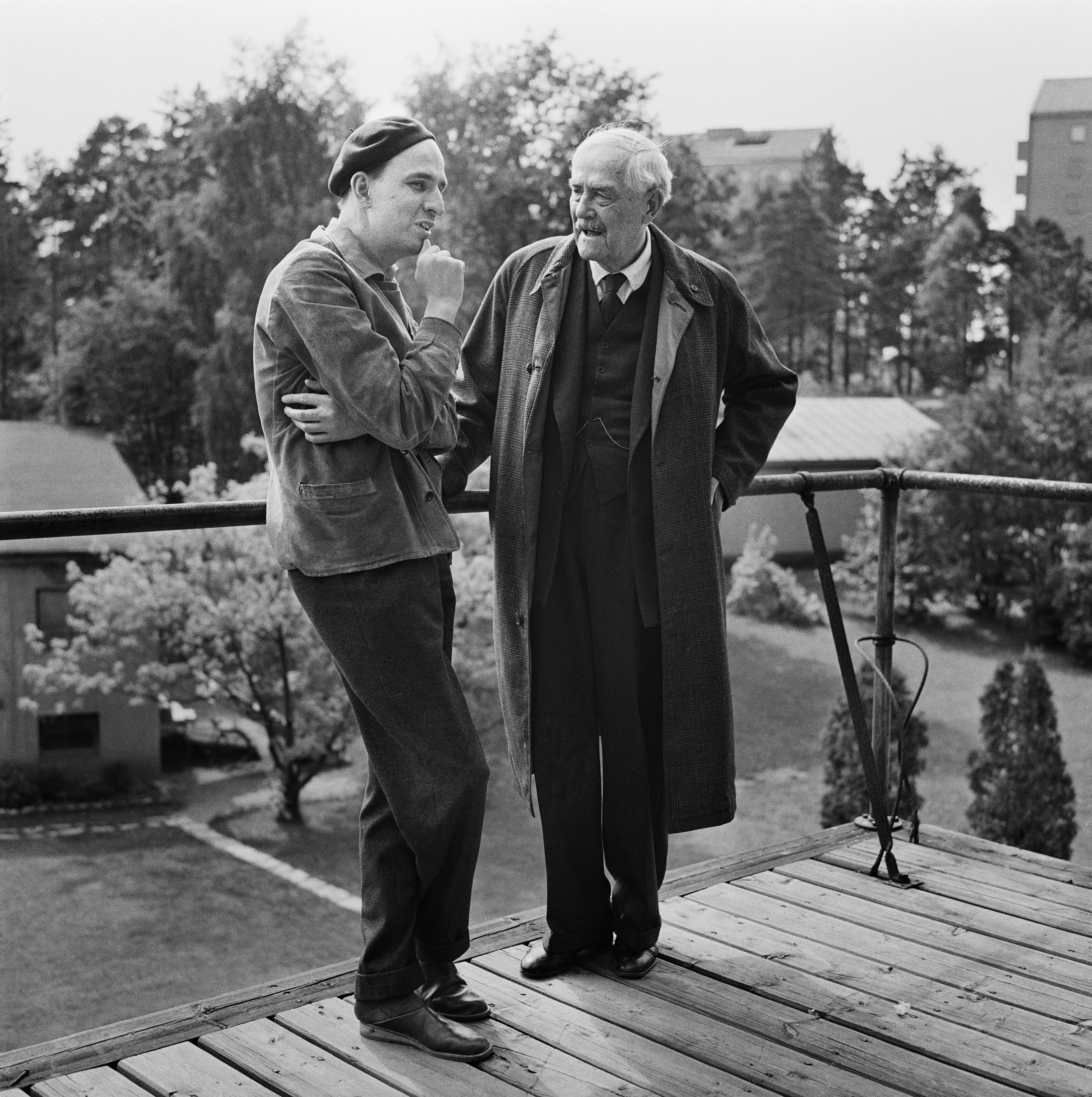
Ingmar Bergman e Victor Sjöström, em 1957.

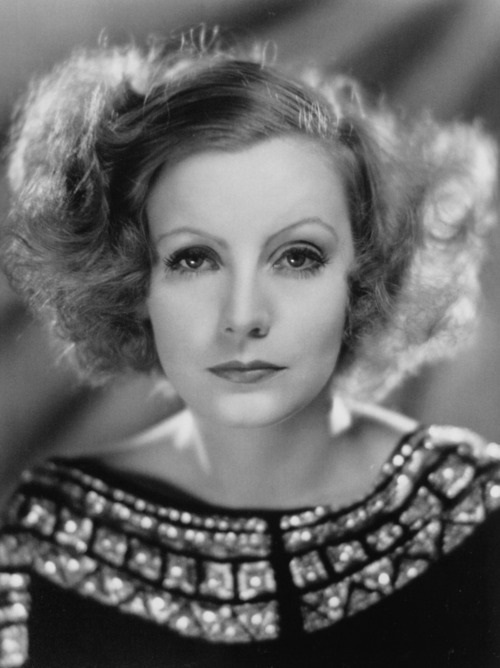
Greta Garbo, em 1931.

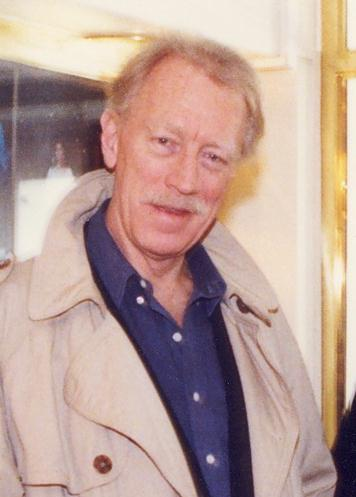
Max von Sydow, em 1992.

O Cinema Sueco refere-se essencialmente aos filmes produzidos na Suécia ou no estrangeiro, com participação de suecos. Entre os filmes mais conhecidos estão obras como O Sétimo Selo (1957), Os Emigrantes (1971), A Flauta Mágica (1975), Fanny e Alexander (1982) e Fucking Åmål (1998).
O cinema sueco tem algumas figuras de alto nível ao longo da história. Destacam-se entre os cineastas: Ingmar Bergman e Victor Sjöström, e nos tempos mais recentes Lasse Hallström, Roy Andersson  e  Lukas Moodysson. Como diretor de fotografia, tem especial relevo Sven Nykvist.
Entre os atores e atrizes mais famosos, estão: Greta Garbo e Ingrid Bergman, Max von Sydow, Peter Stormare, Lena Olin e Stellan Skarsgård.
Entre os suecos que conquistaram Óscares estão: Ingrid Bergman, Per Hallberg, Paul Ottosson, Ingmar Bergman e Sven Nykvist.

## Diretores
- Ingmar Bergman
- Victor Sjöström
- Lasse Hallström
- Roy Andersson
- Lukas Moodysson
- Mauritz Stiller

## Diretores de fotografia
- Sven Nykvist

## Atores e atrizes
- Greta Garbo
- Ingrid Bergman
- Max von Sydow
- Bibi Andersson
- Gösta Ekman
- Kjell Bergkvist
- Peter Stormare
- Mikael Persbrandt
- Anita Ekberg
- Stellan Skarsgård
- Sickan Carlsson
- Noomi Rapace
- Lena Endre
- Pernilla August
- Helena Bergström
- Monica Zetterlund
- Dolph Lundgren
- Zarah Leander
- Joel Kinnaman

## Instituições cinematográficas
- Instituto Sueco do Cinema
- Prémio Guldbagge
- Festival de Cinema de Gotemburgo

## Alguns filmes famosos
- O Sétimo Selo (1957)
- Os Emigrantes (1971)
- A Flauta Mágica (1975)
- Fanny e Alexander (1982)
- Fucking Åmål (1998)
- Gritos e Sussurros (1972)
- Persona (1966)
- Morangos Silvestres (1957)
- Uma História de Amor Sueca (1970)
- Minha Vida de Cachorro (1985)
- Os Homens que Não Amavam as Mulheres (2009)
- A Menina Que Brincava Com o Fogo (2009)
- A Rainha do Castelo de Ar (2009)
- O Centenário Que Fugiu Pela Janela e Desapareceu (2013)
- Um Pombo Pousou num Galho Refletindo sobre a Existência (2014)
- Um homem chamado Ove (2015)